# Свети кръст (Варшава)
„Свети кръст“ (на полски: Bazylika Świętego Krzyża) е римокатолическа църква, намираща се на улица „Краковске пшедмешче“ № 3, в квартал Шрудмешче, Варшава, Полша. Базиликата се обслужва от Конгрегацията на мисионерите на Винсент дьо Пол.

## История
Първоначално на това място се е намирал параклис „Свети кръст“, за който се предполага че е основан през 1510 година. През 1525 година на мястото е издигната, според различните източници дървена или зидана, малка църква, реконструирана през 1615 година.
Швентокшиската енория е създадена през 1626 г. от познанския епископ Ян Венжик.
От 1 декември 1653 година, по силата на указ на познанския епископ Кажимеж Флориан Чарториски, църквата и енорията са предоставени на мисионерите на Св. Винсент дьо Пол, пристигнали по молба на кралица Мари Луиз Гонзага, съпруга на крал Ян II Кажимеж. От този момент църквата става център на мисията на викентинките в Полша.
След разрушенията от Шведския потоп, се приема решение за изграждане на нова църква. Тя е издигната в периода 1679 – 1696 година в бароков стил. Проектът е на придворния кралски архитект, италианеца Йозеф Шимон Беллотти, а основатели са – абат Кажимеж Ян Шчука, по-късно епископ на Хелмно, и примас Стефан Раджейовски, който освещава църквата на 14 октомври 1696 година.
Автор на кулите, увенчани с куполи в стил късен барок е Юзеф Фонтана. Фасадата е проектирана в 1756 година от неговия син Якуб Фонтана и е декорирана с фигури, чийто автор е Ян Йежи Плерш.
През 1704 година по инициатива на тогавашния енорийски свещеник Михал Бартоломей Тарли и братството на Свети Рох имено в катедралата за пръв път в Полша е отслужено богослужението Горчиви вопли – специална служба в католическата църква по време на великденския пост.
По време на управлението на крал Станислав Август Понятовски „Свети кръст“ е равнопоставена на столичния храм „Свети Йоан“, тъй като в нея се провеждат държавни тържествени събития като присъждането на Ордена Свети Станислав, а също и тържествени заседания на Четиригодишния сейм и първата годишнина от приемането на Конституцията от 3 май 1791 година.
През септември 1814 година в храма са погребани докараните от Лайпциг тленни останки на Юзеф Понятовски, които през 1817 годинаса преместени в Краков и погребани в катедралата на Вавел.
На 25 декември 1881 година по време на литургия в църквата настъпва паника, в резултат на която загиват около 30 души.
Още в първите дни на Втората световна война църквата е засегната от разрушения, повредени са някои от картините. По време на Варшавското въстание храмът се превръща в център на отпора на окупаторите. На 23 август 1944 година църквата е превзета от въстаниците. На 6 септември 1944 година германците вкарват в храма две самоходни мини Голиат, с които разбиват фасадата и унищожават свода, големият олтар и олтарите на Св. Рох и Св. Винсент дьо Пол. Разрушени са около 45% от сградата.
Възстановяването на храма приключва през 1950 година.
През 1965 година сред учениците от XI клас, участващи в катехизацията в енория „Свети кръст“ се ражда идеята да бъде създаден академичен център. Студентите започват да се събират в катедралата от есента на 1965 година. Академичната общност Дърво на живота, по-късно Духовно академично братство „Свети кръст“ продължава да съществува.
През 2002 г. папа Йоан Павел II издига ранга на „Свети кръст“ до „малка базилика“.

## Описание

### Фигурата на Христос
През 1858 година пред катедралата е издигната фигура на Христос, носещ кръста, отляна от цимент в работилницата на Феранте Маркони по проект на Анджей Прушински, финансирана от граф Анджей Замойски. Няколко години по-късно по статуята се появяват пукнатини, а през 1887 година е повредена от човек с умствени увреждания, който откъсва ръката на Христос. Това ускорява решението да бъде направена отливка от бронз. Фигурата е точно пресъздадена през 1898 година в Рим от Пий Велонски. Статуята е поставена на 2 ноември на нов цокъл от черен гранит с надпис Sursum Corda и е проектиран от Стефан Шилер.
Циментовата фигура на Христос е откарана до Крушина и е поставен на гроба на Любомирски. Понастоящем се намира пред тамошната енорийска катедрала „Свети Апостол Матей“.
През септември 1944 година, след детонацията на самоходните мини, фигурата на Христос пада върху уличната настилка и остава да лежи с вдигната нагоре ръка, сочеща към надписа на цокъла. На 22 октомври 1944 година немците я откарват от Варшава, за да я претопят, но в крайна сметка я захвърлят заедно с паметника на Николай Коперник в крайпътен ров, където е разпозната от полски войници. Двата паметника са откарани във Варшава и са реставрирани в работилницата на братя Лопенски. Статуята е поставена отново пред катедралата на 19 юли 1945 г. и е осветена в присъствието на президента на Република Полша Болеслав Берут и представители на правителството, пристигнали за откриването на паметника на Николай Коперник.

Папа Йоан Павел II припомня съдбата на фигурата по време на своето първо пилигримство в родината си, като казва:
| „ | ...Няма начин да бъде разбрана историята на полския народ – тази велика хилядолетна общност, която е така дълбоко предопределяща за мен, за всеки от нас – без Христос. Ако отхвърлим този ключ към разбирането на нашия народ, рискуваме да бъдем напълно неразбрани. Не бихме разбрали самите себе си. Няма начин да бъде разбран този народ, който е имал толкова прекрасно, но също и толкова неимоверно трудно минало – без Христос. Няма начин да бъде разбран този град, Варшава, столицата на Полша, която през 1944 година се решава да предприеме неравна битка с нашественика, битка, в която е изоставена от съюзническите сили, в която лежи в собствените си руини, ако не помним, че в същите тези руини е лежал и Христос Избавителят със своя кръст на Краковске пшедмешче. | “ |

### Олтар и параклис
От входа към вътрешността:
Ляв кораб
- Параклис Св. Йоан Павел от 2014, проектиран от проф. Богуслав Шмирски със скулптури на Павел Петрушински
- Олтар на Св. Архангел Михаил и Св. Ангели (с бароков образ на Архангел Михаили фигури на ангели) от началото на XVIII в.
- Олтар на Св. Йосиф от 30. Години на XVIII в., с картина, нарисувана от Адолф Хила
- Картина с образа на Св. Юда Тадей, нарисуван от Пиа Гурска през 1938
- Олтар на Св. Фелицисима – римска мъченица, покровителка на енория Св. кръст, от края на XVII и началото на XVIII в., с мощи на светицата, дарени от папа Инокентий XII. Олтарът е създаден по проект на Тилман ван Гамерен, финансиран от примас Михал Стефан Радживеловски, чиято надгробна плоча е поставена до олтара
- Параклис на Дева Мария от Ченстохова, завършен през 1700, с копие на образа на Божията майка, нарисуван от Ян Непомуцен от Гротто

Централен кораб
- Главен олтар, т. нар. Голям олтар с картината (понастоящем копие) Разпятие на Ежи Елеутер Шимонович-Шемигиновски, унищожена през 1944, реконструирана през 1960 – 1972, като при реконструкцията са използвани оригинални елементи
- Орган с 58 гласа от XIX в., на който е свирил Станислав Монюшко, когато е бил органист в тази катедрала.

Десен кораб
- Параклис на Дева Мария от Катин
- Олтар на св. Рох, първоначално от първата половина на XVII в., разрушен изцяло по време на войната, реконструиран
- Олтар на Св. Винсент дьо Пол от 30. години на XVIII в., разрушен изцяло по време на войната, реконструиран
- Олтар на Пресветото Тайнство – Олтар на родината, по проект на Тилман ван Гамерен, унищожен по време на Варшавското въстание, реконструиран за последен път през XXI в. През март 2004 по молба на енориашите Йоан Павел II подписва документ за възстановяването на олтара и изразява волята си с оглед на изключителното значение на катедралата Свети кръст за Варшава и за цяла Полша, олтарът да бъде наречен Олтар на родината[6].

### Епитафии
В стълбовете на храма са вградени урни със сърцата на Фредерик Шопен и Владислав Реймонт.
В катедралата се намират и други епитафии – на Хонорат Кожмински, Игнаци Крашицки, Зигмунт Крашински, Юзеф Игнаци Крашевски, Адам Мицкевич, Болеслав Прус, Юлиуш Словацки, Владислав Шикорски, Станислав Вигура и Франчишек Жвирко.

### Гробове
Надгробна плоча на примас Михал Стефан Раджиейовски.

## Долна катедрала
Основата на долната катедрала е с формата на обърната буква T, като тази форма се създава до 1693. В суровото ниско помещение внимание привлича големият брой подпори и масивните стълбове, разделящи вътрешността.
От двете страни на дългия коридор, преминаващ под наоса и водещ от улицата до долната катедрала се намира крипта с гробове, между които гроба на маршал Станислав Малаховски, Адам Кажимеж Чарториски, на големия благотворител, отец Габриел Бодоин, наречен великият събирач на милостиня на Варшава.
В катакомбите на Долната катедрала са погребани също сестри на милосърдието и свещеници мисионери, включително и епископът на Познан, Михал Бартломей Тарло, висши държавни служители от времето на Великия Сейм, Варшавското херцогство и Кралство Полша.

## Исторически събития
- През 1683 г. крал Ян III Собески преди да се отправи към Виена поверява себе си и родината си на Бога.
- На 14 март 1745 тук се извършва кръщението на ген. Кажимеж Пуласки, маршал от Барската конфедерация, герой на борбата за независимост на САЩ, загинал в битката при Савана (1779)
- От 1765 година крал Станислав Август Понятовски всяка година в деня на своя покровител – 8 май, присъжда в тази катедрала Ордена на Свети Станислав.
- На 3 май 1792 тук се състои тържественото заседание на Сейма на Жечпосполита, по време на първата годишнина от приемането на конституцията от 3 май.
- През 1974 в катедралата произнася проповеди (наречени швентокшиски проповеди) примасът на Полша кардинал Стефан Вишински, припомняйки в тях основните граждански права и свободи, изказвайки се в защита на достойния живот на гражданите и против върховенството на държавата над нейните граждани.
- Вечерта на 13 юни 1987 тук Папа Йоан Павел II се среща с около 1500 представители на творческите среди от цяла Полша.

## Радио литургии
От 21 септември 1980 година всяка седмица от катедралата се излъчва литургия. Предаваният се реализират от Полското радио. В периода 1980 – 1982 литургията достига до слушателите чрез Програма II (на средни вълни). От 1982 до 1989 на ултракъси и дълги вълни по програма IV, а от 1989 на дълги вълни по програма I на Полското радио.
Излъчването на литургии в ефир е един от постулатите на корабостроителите от август 1980.
Днес литургиите мигат да бъдат слушани всяка неделя в 9 часа по Първа програма на Полското радио.